# Dia Internacional dels Vols Espacials Tripulats
El Dia Internacional dels Vols Espacials Tripulats és un dia internacional que se celebra el 12 d'abril de cada any.
El 25 de març de 2011 l'Assemblea General de les Nacions Unides, a través de la Resolució 65/271, declara el 12 d'abril 'Dia Internacional dels Vols Espacials Tripulats', en què es commemorarà cada any a nivell internacional el principi de l'era espacial per a la humanitat, reafirmant que la ciència i la tecnologia espacials contribueixen de manera important a assolir els objectius de desenvolupament sostenible, a augmentar el benestar dels Estats i els pobles, i a assegurar que es vegi complerta la seva aspiració de reservar l'espai ultraterrestre per a finalitats pacífiques. El 12 d'abril del 1961 el ciutadà soviètic nascut a Rússia Iuri Gagarin va realitzar el primer vol espacial tripulat a bord de la Vostok 1, un esdeveniment històric que va obrir el camí a l'exploració de l'espai en benefici de tota la humanitat.